# اتحاد الشباب الثوري التركي
اتحاد الشباب الثوري التركي (بالتركية: Türkiye Devrimci Gençlik Federasyonu)‏، المعروف غالبًا باسم الشباب الثوري (بالتركية: Devrimci Gençlik)‏، DEV-GENÇ هو منظمة ماركسية لينينية تأسست عام 1965 في تركيا وحظرت في عام 1971 بعد الانقلاب التركي عام 1971، واستمرت لبعض الوقت كمنظمة سرية. تأسست في عام 1965 باسم اتحاد نوادي المناظرات وأعيد تسميتها عام 1969. لقد ألهمت العديد من الفروع، بما في ذلك Devrimci Yol، وحزب العمال والفلاحين الثوريين التركي، وحزب العمال الكردستاني. 
أشعل أعضاء الشباب الثوري النار في سيارة السفير الأمريكي روبرت كومر في عام 1969 بينما كان يزور حرمًا جامعيًا في أنقرة. كما شاركوا في الاحتجاجات ضد إرساء الأسطول السادس للولايات المتحدة في تركيا (يونيو 1967 إلى فبراير 1969) ولعبوا أيضًا دورًا نشطًا في تحركات العمال في 15 و16 يونيو 1970.
كان الأعضاء هم أولاش بارداكجي، وماهر تشايان، وجيهان البتكين.
تمكن عميل وكالة المخابرات المركزية ألدريش أميس من الكشف عن هوية عدد كبير من الأعضاء.
في أعقاب انقلاب عام 1971، حوكم 226 من أعضاء مزعومين من الشباب الثوري في محكمة أنقرة العسكرية رقم 1، وحوكم 154 عضوًا مزعومًا في محكمة إسطنبول العسكرية رقم 2 وحوكم 34 عضوًا مزعومًا في محكمة ديار بكر العسكرية.

## التنمية بعد عام 1971
كان هناك عدد من المبادرات لمواصلة تقليد حركة الشباب الثوري في أواخر الستينيات. بعد عفو عام في العام 1974 أطلق سراح العديد من أعضاء حزب التحرير الشعبي - الجبهة التركية غير الشرعي (THKP-C) من السجن. لقد اجتمعوا أولًا في جمعيات الطلاب مثل İYÖD وAYÖD (اختصار لجمعية طلاب إسطنبول وأنقرة). في 1 نوفمبر 1975 صدرت الطبعة الأولى من مجلة "Emperyalizme ve Oligarşiye Karşı Devrimci Gençlik" (الشباب الثوري ضد الإمبريالية والأوليغارشية). كان رئيس تحريرها تانر أكجام. وفي عام 1976 تمت إعادة تسمية المجلة باسم الشباب الثوري.
في 9 أغسطس 1976، تم تأسيس اتحاد جمعيات الشباب الثوري في تركيا (TDGDF)، وقد واجهوا صعوبات في الحصول على قانونهم الأساسي الذي وافقت عليه الحكومة. لذلك، تم تأسيس تشكيل آخر يسمى «Tüm الشباب الثوري» وتم تأسيس الاختصار DGDF في أنقرة في 7 يونيو 1978 من قبل 26 ممثلًا من الشباب الثوري. اتبعت DGDF بشكل أساسي أفكار Devrimci Yol.
كان العديد من ضحايا مجزرة ميدان تقسيم عام 1977 من أعضاء الشباب الثوري؛ أحضر الشباب الثوري حوالي 50 ألف شخص إلى ميدان تقسيم. قال بولنت أولوير، الأمين العام آنذاك لاتحاد جمعيات الشباب الثوري في تركيا في 2 مايو 1977: «كان معظم الضحايا بيننا. توفي حوالي 15 من أصدقائنا. كانت هذه خطة لوكالة المخابرات المركزية، لكنها لم تكن البداية ولا النهاية. لحل هذه الحوادث، على المرء أن ينظر إليها من زاوية مختلفة».
تم قمع اتحاد اتحاد الشباب الثوري الذي كان له فروع في 60 إلى 70 مدينة في تركيا عقب انقلاب 1980. ظهر اسم المجموعات تحت هذا الاسم في ظروف مختلفة. لقد تناولت منظمة العفو الدولية حادثة واحدة عُرِفت في تركيا باسم «قضية العصابة ذات الأقلام» (tr: kalemli çete) خشية أن يكونوا من سجناء الرأي وضحايا التعذيب. كما أشارت إلى النشطاء الطلابيين الذين قاموا في عام 1996 بحملة سلمية لتغيير نظام التعليم وقد تعرضوا للتعذيب في حجز الشرطة والذين حُكم عليهم بالسجن لمدة تصل إلى 18 عامًا بتهمة الانتماء إلى منظمة غير مشروعة.